# کاراپت گولاکسزیان
کاراپت گولاکسزیان (ارمنی: Կարապետ Գուլակսզյան؛ زادهٔ ۱۸۶۷ - درگذشته تاریخ نامعلوم) یک فدایی اهل ارمنستان بود .

## زندگی‌نامه
در ۱۸۶۷ در وان به دنیا آمد  تاریخ درگذشت وی نامعلوم است.